# A Best
A Best (Eigenschreibweise: A BEST) ist das erste Kompilationsalbum von der erfolgreichen japanischen Sängerin Ayumi Hamasaki. Das Album ist auf Platz 3 der schnellstverkauften Alben, in einer Woche, weltweit. 2016 wurde die Kompilation als 15th Anniversary Edition wiederveröffentlicht.

## Details zur Kompilation
Das Album enthält neben den veröffentlichten Singles, auch zwei Titel von ihren Studioalben, A Song for XX und Who…. Hauptsächlich bestanden die Titel aus den Favoriten der Fans. Für das Album gab es auch Neuaufnahmen zu den Liedern A Song for XX, Trust und Depend on You, womit man ihren gesanglichen Fortschritt zeigen wollte. Die Auflagen vom Album hatten sechs unterschiedliche Titelbilder, welche in einer Papphülle, die regulär das gleiche Cover hatte, verpackt wurden.
A Best wurde Parallel zur Studioalbum-Veröffentlichung Distance, von Hikaru Utada, veröffentlicht. Das Album belegte Platz 1 und verkaufte sich 3.002.720-mal in der ersten Woche, was dazu führte, dass A Best mit 2.874.870 verkauften Einheiten auf Platz 2 einstieg. Dies führt dazu, dass sich beide Artisten die Titel der schnellstverkauften Alben aller Zeiten sichern konnten. Im Jahr 2015 wurde der Rekord allerdings von Adele und ihrem 25-Album gebrochen. In der zweiten Woche schaffte es A Best trotzdem auf Platz 1 mit 510.160 verkauften Einheiten. Außerdem ist es auch Ayu’s erfolgreichster Tonträger.
Später wurde das Album auch in Ländern wie der Volksrepublik China, den Philippinen, Singapur und in Südkorea veröffentlicht. In diesen Versionen gab es allerdings nicht die Neuaufnahmen zu A Song for XX, Trust und Depend on You.
Oricon verkündete, dass A Best auf Rang 2 der meistverkauften Alben der Dekade 2000–2009, in Japan, ist.
Im Jahr 2014 war die Kompilation das drittmeist heruntergeladene Album in Japan und 2015 auf Rang 2.
- Katalognummer: AVCD-11950[4]

### Hintergründe
Es gab Kontroverse um das Album, da es denselben Veröffentlichungstag wie Hikaru Utada’s Distance-Album bekam. Avex Trax, die Plattenfirma von Ayumi, soll die Kompilation als Schachzug, gegen Hikaru’s Album, geplant haben. In einem Interview, welches sich Light & Shadow nannte, von 1999 bis 2004 gedreht wurde und auch 2004 erschien, äußerte sich Ayu, dass das Album gegen ihren Willen veröffentlicht wurde. Sie sagte, dass eine Veröffentlichung einer Kompilation für jeden Artisten etwas Besonderes sei, sie hätte sehr gerne den Wunsch gehabt, das Album selbst zu gestalten, da es etwas Persönliches ist. Sie sagte auch, dass sie nicht verstanden habe, warum sie drei Lieder neu aufnehmen musste, es vielleicht sogar ihr letztes Album gewesen wäre und es einfach viel zu früh für eine Kompilation war.
Um für das Album zu werben, drängte die Plattenfirma sie auch zu allen möglichen Zeitschriften und vielen verschiedenen Werbeverträgen, in Japan. In der Vorwoche waren die Regale in Japan nur mit Magazinen, welche das Gesicht von Ayu auf dem Titel hatten, beschmückt.
Gerüchten zufolge war Hikaru Utada einer der Gründe, warum sie auf dem Cover zu A Best eine Träne weint. Dies sollte ein Protest gegenüber den Medien sein, die beide Artisten als Rivalen darstellten.

### Wiederveröffentlichung
Für den 28. März 2016 wurde eine Jubiläumsausgabe mit dem Titel A Best: 15th Anniversary Edition in einer regulären sowie limitierten Version angekündigt. Neben dem Remastering von allen Audio-Titeln auf der regulären sowie limitierten Version, beinhaltet die limitierte Version eine DVD und Blu-ray Disc, die beide denselben Inhalt von Musikvideos haben, wobei die Blu-ray Disc alle Musikvideos in einer hohen Bildauflösung darstellt. Des Weiteren ist in der limitierten Version ein T-Shirt enthalten, das in sieben verschiedenen Motiven daherkommt. Schließlich gibt es auch ein Fotobuch aus ihrem Tears-Fotoshooting, welches 2001 die Fotoaufnahmen zu A Best darstellte, dazu sind Interviews und Dokumente enthalten. Die limitierte Version wird außerdem in einer exklusiven Box angeboten und jeder Käufer dieser Version bekommt einen Code zum Herunterladen der Sumapura-App.
- Katalognummern – Reguläre Version: AVCD-93410[8]; Limitierte Version: AVZD-93409/B/C.[9]

## Titelliste

### CD
| #   | Titel                           | Übersetzung       | Komponist               | Produzent                         | Länge |
| --- | ------------------------------- | ----------------- | ----------------------- | --------------------------------- | ----- |
| 1.  | A Song for XX (New Vocal & Mix) | Ein Lied für XX   | Yasuhiko Hoshino        | Akimitsu Honma                    | 4:47  |
| 2.  | Trust (New Vocal & Mix)         | Vertrauen         | Takashi Kimura          | Akimitsu Honma, Takashi Kimura    | 4:48  |
| 3.  | Depend on You (New Vocal & Mix) | Abhängig von dir  | Kazuhito Kikuchi        | Akamitsu Honma, Takashi Morio     | 4:18  |
| 4.  | Love: Destiny                   | Liebe: Schicksal  | Tsunku                  | Shingo Kobayashi, Yasuaki Maejima | 4:54  |
| 5.  | To Be                           | Zu sein           | D.A.I                   | Naoto Suzuki, D.A.I               | 5:19  |
| 6.  | Boys & Girls                    | Jungs und Mädchen | D.A.I                   | Naoto Suzuki, D.A.I               | 3:54  |
| 7.  | Trauma                          | Trauma            | D.A.I                   | Naoto Suzuki, D.A.I               | 4:18  |
| 8.  | End Roll                        | Abspann           | D.A.I                   | Naoto Suzuki, D.A.I               | 4:42  |
| 9.  | Appears                         | Erscheint         | Kazuhito Kikuchi        | HΛL                               | 5:38  |
| 10. | Fly High                        | Flieg hoch        | D.A.I                   | HΛL                               | 4:07  |
| 11. | Vogue                           | Mode              | Kazuhito Kikuchi        | Naoto Suzuki, Kazuhito Kikuchi    | 4:28  |
| 12. | Far Away                        | Weit weg          | Kazuhito Kikuchi, D.A.I | HΛL                               | 5:35  |
| 13. | Seasons                         | Jahreszeiten      | D.A.I                   | Naoto Suzuki                      | 4:15  |
| 14. | Surreal                         | Surreal           | Kazuhito Kikuchi        | HΛL                               | 4:42  |
| 15. | M                               | M                 | CREA                    | HΛL                               | 4:30  |
| 16. | Who…                            | Wer…              | Kazuhito Kikuchi        | Naoto Suzuki                      | 5:36  |

- Alle Liedtexte wurden von Ayumi Hamasaki selbst geschrieben.

### Blu-ray / DVD (15th Anniversary Edition)
| #   | Titel                      | Anmerkung  | Regisseur       |
| --- | -------------------------- | ---------- | --------------- |
| 1.  | Trust                      | Musikvideo | Wataru Takeishi |
| 2.  | Depend on You              | Musikvideo | Masashi Muto    |
| 3.  | Love: Destiny              | Musikvideo | Wataru Takeishi |
| 4.  | To Be                      | Musikvideo | Wataru Takeishi |
| 5.  | Boys & Girls               | Musikvideo | Wataru Takeishi |
| 6.  | Appears                    | Musikvideo | Wataru Takeishi |
| 7.  | Fly High                   | Musikvideo | Wataru Takeishi |
| 8.  | Vogue / Far Away / Seasons | Musikvideo | Wataru Takeishi |
| 9.  | Surreal                    | Musikvideo | Wataru Takeishi |
| 10. | M                          | Musikvideo | Wataru Takeishi |

## Veröffentlichung
| Datum                    | Land       | Format                | Katalognummern            | Label                    |
| ------------------------ | ---------- | --------------------- | ------------------------- | ------------------------ |
| 28. März 2001            | Japan      | CD                    | AVCD-11950                | Avex Trax                |
| 29. März 2001            | Übersee    | CD                    |                           | Avex Marketing           |
| April 2001               | Hongkong   | CD                    | AVTCD-95461 AVTCD-95461/B | Avex Trax                |
| 2001                     | Indonesien | CD                    | AVCD-0060601              | Avex Trax                |
| 2001                     | Indonesien | Kassette              | AV-0060601                | Avex Trax                |
| 31. Juli 2006            | Südkorea   | CD+Postkarten         |                           | S.M. Entertainment       |
| 31. März 2012            | Japan      | Playbutton            | AQZD-50667                | Avex Trax                |
| 15th Anniversary Edition |            |                       |                           |                          |
| 28. März 2016            | Japan      | CD CD+BD+DVD          | AVCD-93410 AVZD-93409/B-C | Avex Trax                |
| 28. März 2016            | Weltweit   | Digitale Distribution |                           | Avex Music Creative Inc. |
| 06. April 2016           | Taiwan     | CD+DVD                | AVJCD10645/A              | Avex Taiwan              |

## Verkaufszahlen und Charts-Platzierungen

### Charts
| Charts                                                          | Positionen |
| --------------------------------------------------------------- | ---------- |
| Tägliche Oricon Album-Charts                                    | 1          |
| Wöchentliche Oricon Album-Charts                                | 1          |
| Jährliche Oricon Album-Charts (2001)                            | 2          |
| Tägliche Oricon Album-Charts (15th Anniversary Edition)         | 2          |
| Wöchentliche Oricon Album-Charts (15th Anniversary Edition)     | 9          |
| Monatliche Oricon Album-Charts (15th Anniversary Edition)       | 22         |
| Jährliche Oricon Album-Charts (2016) (15th Anniversary Edition) | 258        |

### Verkäufe
| Charts                                         | Erste Woche | Insgesamt | Charts-Aufenthalt |
| ---------------------------------------------- | ----------- | --------- | ----------------- |
| Oricon Album-Charts                            | 2.874.870   | 4.301.353 | 51 Wochen         |
| Oricon Album-Charts (15th Anniversary Edition) | 9.413       | 18.277    | Acht Wochen       |